# Hermandad Gallega de Venezuela Fútbol Club
El Hermandad Gallega de Venezuela Fútbol Club (Conocido también como Hermandad Gallega de Caracas) es un club de fútbol profesional venezolano, establecido en la ciudad de Caracas, perteneciente a la Hermandad Gallega de Venezuela A.C., fundada el 12 de octubre de 1960, que milita en la Tercera División de Venezuela.

## Historia
Con un amplio historial de participaciones en torneos juveniles organizados por la F.V.F, incursiona en la categoría de bronce del balompié venezolano en el Torneo Clausura 2014, segundo torneo de la temporada 2013-2014, como uno de los llamados "aspirantes", en búsqueda de lograr los méritos deportivos para permanecer en la categoría; compartió con otros 5 conjuntos en el Grupo Central I, finalizando como primero de grupo, superando a Pellicano FC por diferencia de goles, tras sumar 19 unidades y un diferencial de goles de +8, superando al +5 obtenido por el cuadro varguense. Para la Temporada 2014-2015 comenzó con el Apertura 2014, donde comparte con otros 7 conjuntos en el Grupo Central, entre ellos Deportivo Peñarol FC, Atlético Sucre CF y su "par" carabobeño, la Hermandad Gallega de Valencia FC, a quienes derrotaron 1-0 en la primera edición del derby gallego. Finalizó en la quinta casilla con un total de 17 unidades, siendo el equipo filial del Deportivo La Guaira, quien dominara ampliamente el grupo de competencia. Para el Apertura 2015, un año después del debut en la categoría, finaliza en la cuarta posición del grupo central tras obtener 16 unidades en 12 compromisos disputados.
Para el Adecuación 2015, toma parte en el Grupo Central I para ambos torneos, finalizando en la sexta casilla en el Clasificatorio 2015, con apenas seis puntos obtenidos en 10 partidos; igual cantidad de unidades sumó el cuadro caraqueño para el Nivelación 2015, esta vez finalizando dicho torneo en la quinta posición. Para la Temporada 2016, forma parte en el Grupo Central I junto a otros 5 conjuntos: Atlético Sucre CF, Pellicano FC, el Centro Hispano FC y los equipos filiales de Petare FC y el Deportivo Anzoátegui SC B, finalizando sexto nuevamente en el Apertura 2016 con 7 puntos y quinto en el Clausura 2016, con 11 unidades sumadas en dicho semestre.

## Estadio
El cuadro gallego tiene como sede la Cancha "Valle Fresco", tanto para el equipo profesional como para sus categorías juveniles, en las inmediaciones de su sede principal, en la ciudad de Caracas, con una capacidad aproximada de 2.500 espectadores.

## Datos del club
- Temporadas en 1.ª División: 0
- Temporadas en 2.ª División: 0
- Temporadas en 3.ª División: 4 (2013-14, 2014-15, Adecuación 2015, 2016)